# Stdlib.h
stdlib.h (STanDard LIBrary, libreria standard) è l'header file che, all'interno della libreria standard del C, dichiara funzioni e costanti di utilità generale: allocazione della memoria, controllo dei processi, e altre funzioni generali comprendenti anche i tipi di dato. È compatibile con il C++ ed è noto in quell'ambito con il nome cstdlib.

## Funzioni
Le funzioni di stdlib.h possono essere classificate nelle seguenti categorie: conversione tra tipi, gestione della memoria, controllo dei processi, ricerca ed ordinamento, matematica semplice.
| Nome                                           | Descrizione |
| ---------------------------------------------- | --- |
| Conversione tra tipi                           | |
| atof                                           | Converte una stringa in un numero in virgola mobile. Equivalente a strtod(s, (char**)NULL). |
| atoi                                           | Converte una stringa in un numero intero. Equivalente a (int)strtol(s, (char**)NULL, 10). |
| atol                                           | Converte una stringa in un numero intero lungo (long int). Equivalente a strtol(s, (char**)NULL, 10). |
| strtod                                         | Converte una stringa in un double (numero a virgola mobile), effettuando dei controlli sull'overflow e restituendo anche l'eventuale parte non convertita della stringa. |
| strtol                                         | Converte una stringa, che rappresenta un numero in una base arbitraria compresa tra 2 e 36, in un long int, effettuando dei controlli sull'overflow e restituendo anche l'eventuale parte non convertita della stringa. |
| strtoul                                        | Equivalente a strtol() tranne per il tipo del risultato, che è unsigned long. |
| Generazione di numeri pseudocasuali            | |
| rand                                           | Restituisce un numero intero pseudocasuale compreso tra 0 e RAND_MAX. |
| srand                                          | Inizializza il seme per la sequenza di numeri pseudocasuali della funzione rand(). |
| Allocazione e deallocazione di memoria         | |
| calloc, malloc, realloc                        | Funzioni che si occupano dell'allocazione dinamica della memoria. |
| free                                           | Libera la memoria allocata dinamicamente dalla famiglia di funzioni malloc(). |
| Controllo dei processi                         | |
| abort                                          | Causa la terminazione immediata ed anormale del programma, come se fosse stato invocato raise(SIGABRT). |
| atexit                                         | Registra una funzione, della quale le viene passato il puntatore, affinché venga eseguita appena prima della normale terminazione del programma. |
| exit                                           | Causa la normale terminazione del programma. Tutte le funzioni registrate con atexit() vengono eseguite con ordine inverso rispetto alla loro registrazione, gli stream associati al programma vengono liberati, i file vengono scritti su disco (vedere flush()) ed il controllo viene restituito all'ambiente chiamante, assieme ad un valore numerico, che generalmente indica lo stato del programma o la causa della sua terminazione, che deve essere fornito alla funzione stessa. |
| getenv                                         | Restituisce la stringa che nell'ambiente di lavoro del programma è associata al nome fornito, oppure NULL se non esiste alcuna stringa. I dettagli della funzione sono strettamente dipendenti dal sistema operativo. Vedere anche variabile d'ambiente. |
| system                                         | Passa la stringa fornitale all'ambiente di lavoro per l'esecuzione e restituisce il codice d'uscita del comando invocato. Se si fornisce NULL, informa sulla eventuale presenza nel sistema di un processore di comandi. |
| Ricerca ed ordinamento                         | |
| bsearch                                        | Implementa in maniera generica l'algoritmo di ricerca dicotomica. |
| qsort                                          | Implementa in maniera generica l'algoritmo di ordinamento quicksort. |
| Matematica semplice - presenti anche in math.h | |
| abs, labs                                      | Calcola il valore assoluto dell'argomento. |
| div, ldiv                                      | Calcola il quoziente ed il resto della divisione intera tra il dividendo ed il divisore forniti. |

## Costanti
Le costanti definite in stdlib.h includono:
| Nome         | Valore                                                         | Descrizione |
| ------------ | -------------------------------------------------------------- | --- |
| NULL         | Generalmente viene definita come 0, oppure 0L, oppure (void*)0 | Una macro che espande nella costante puntatore nullo; in altre parole, una costante che rappresenta un valore che è garantito essere l'indirizzo di una posizione non valida nella memoria. |
| EXIT_FAILURE | È garantita essere un valore diverso da 0                      | Indica una terminazione non corretta del programma: viene generalmente utilizzata assieme alla funzione exit().                                                                             |
| EXIT_SUCCESS | 0                                                              | Indica una terminazione corretta del programma: viene generalmente utilizzata assieme alla funzione exit().                                                                                 |
| RAND_MAX     | >= 32767                                                       | Massimo valore restituibile dalla funzione rand(). |

## Tipi di dato
I tipi di dato definiti in stdlib.h sono:
| Nome           | Descrizione                                                                    |
| -------------- | ------------------------------------------------------------------------------ |
| size_t         | Un tipo intero che è il tipo del valore restituito dall'operatore sizeof.      |
| div_t e ldiv_t | Una struttura contenente le informazioni restituite dalle funzioni div e ldiv. |